# Marcus Mølvadgaard
 (juillet 2020).
Marcus Mølvadgaard, né le 3 août 1999 à Randers au Danemark, est un footballeur danois qui évolue actuellement au poste d'avant-centre au FC Penafiel.

## Biographie

### Randers FC
Marcus Mølvadgaard est formé au Randers FC, club qui lui permet de découvrir le monde professionnel. Il joue son premier match le 5 août 2016, lors d'une rencontre de Superligaen face à l'AC Horsens. Son équipe remporte la partie sur le score de un but à zéro ce jour-là. En novembre 2016 est annoncé qu'il intégrerait définitivement l'équipe première à partir de 2017. Il inscrit son premier but en professionnel la saison suivante, le 18 août 2017 face au Silkeborg IF, lors d'une rencontre de Superligaen (1-1).
Le 31 janvier 2019 il est prêté pour le reste de la saison au Hvidovre IF, club évoluant alors en deuxième division danoise. 

### Strømsgodset IF
Le 4 février 2020 Marcus Mølvadgaard rejoint le club norvégien du Strømsgodset IF, pour un contrat courant jusqu'en 2022. Il joue son premier match sous ses nouvelles couleurs le 17 juin 2020, lors de la première journée de championnat face à l'IK Start. Il entre en jeu et les deux équipes se neutralisent (2-2).

### FC Košice
Alors qu'il était sans club depuis son départ en janvier 2021 de Strømsgodset, Marcus Mølvadgaard s'engage librement avec le FC Košice le 10 juillet 2021.

### FC Penafiel
Le 1er août 2022, Marcus Mølvadgaard rejoint le Portugal afin de s'engager en faveur du FC Penafiel, qui évolue alors en deuxième division portugaise. Il signe un contrat de trois ans.